# سولیپور
سولیپور (به انگلیسی: Solipur) یک روستا در هند است که در تلانگانا واقع شده‌است. سولیپور ۱۷٫۰۷۰۰ متر بالاتر از سطح دریا واقع شده‌است.